# 4-a-glukanotransferaza
4-a-glukanotransferaza (EC 2.4.1.25, disproporcionacini enzim, dekstrinska glikoziltransferaza, D-enzim, amilomaltaza, dekstrinska transglikozilaza, 1,4-alfa-D-glukan:1,4-alfa-D-glukan 4-alfa-D-glikoziltransferaza) je enzim sa sistematskim imenom (1->4)-alfa-D-glukan:(1->4)-alfa-D-glukan 4-alfa-D-glikosiltransferaza. Ovaj enzim katalizuje sledeću hemijsku reakciju
Prenosi segment (1->4)-alfa-D-glukana na novu poziciju akceptora, koji može da bude glukoza ili (1->4)-alfa-D-glukan
Biljni enzim se naziva D-enzim.

## Literatura
- Nicholas C. Price; Lewis Stevens (1999). Fundamentals of Enzymology: The Cell and Molecular Biology of Catalytic Proteins (Third изд.). USA: Oxford University Press. ISBN 019850229X.
- Eric J. Toone (2006). Advances in Enzymology and Related Areas of Molecular Biology, Protein Evolution (Volume 75 изд.). Wiley-Interscience. ISBN 0471205036.
- Branden C; Tooze J. Introduction to Protein Structure. New York, NY: Garland Publishing. ISBN 0-8153-2305-0.
- Irwin H. Segel. Enzyme Kinetics: Behavior and Analysis of Rapid Equilibrium and Steady-State Enzyme Systems (Book 44 изд.). Wiley Classics Library. ISBN 0471303097.
- William P. Jencks (1987). Catalysis in Chemistry and Enzymology. Dover Publications. ISBN 0486654605.

## Spoljašnje veze
- 4-alpha-glucanotransferase на 